# フォクシャニ休戦協定
フォクシャニ休戦協定（フォクシャニきゅうせんきょうてい、英語: Armistice of Focșani、ルーマニア語: Armistițiul de la Focșani）は、1917年12月9日、ルーマニアと中央同盟国との間で締結された休戦協定。
ルーマニアの防衛戦線であったシレト・ラインをガラツィと共に形成するシレト川沿いの都市フォクシャニで署名された。

## 休戦協定の開始
ルーマニアは1916年8月、ブカレスト秘密協定に基づき連合国側で参戦しトランシルヴァニアへと侵攻した。しかし同盟軍の反撃を受け国土の半分が占領下になり、9月にはドイツ軍がブカレストに入城した。ルーマニア軍は増員されたロシア軍の援護で壊滅を免れ、マラシュティとマラシェシュティ、第二次オイトゥズの戦いではドイツ軍に防衛的勝利を収めるが既に敗北は決定的であった。1917年12月、十月革命により政権を獲得したボリシェヴィキが中央同盟国と単独停戦協定(英語版)を結び、ロシア軍はルーマニアから撤兵する。こうして無防備になったルーマニアは同盟国に対し休戦を申込み、その後ブカレスト条約(1918)が結ばれる。

## 締結後
休戦後、ルーマニアの大部分は中央同盟国が管理することとなった。1918年5月に結ばれたブカレスト条約ではドブロジャ地方の割譲とカルパティア山脈を縦貫する道を中央同盟国が要求し、同盟国にとって大きな経済効果を与えた。

## 参考資料
- Home, John. A Companion to World War I . John Wiley & Sons.、2012年
- Tucker, Spencer. World War I: A Student Encyclopedia. ABC-CLIO.、2006年